# Raketenjagdpanzer 2
Raketenjagdpanzer 2 (RakJPZ) — западногерманский истребитель танков, поступивший на вооружение в 1967 году. Всего выпущено 318 штук, позже они были модернизированы в Jaguar 1, который отличался улучшенным бронированием и использованием ракет поколения HOT.

## Конструкция
Raketenjagdpanzer 2 основан на том же шасси что и Kanonenjagdpanzer. Экипаж находился в отделении передней части бронемашины, а двигатель и трансмиссия сзади. На крышу устанавливалось 2 комплекса ПТРК, которые использовали ракеты SS 11. Боекомплект составлял 14 ракет: две находились в готовности, а остальные в корпусе. Эффективная дальность стрельбы составляла 3 км. Также RakJPz 2 был оснащен двумя пулемётами MG3 и 8 дымовыми гранатомётами калибра 76 мм. Бронемашина имеет стальной корпус, максимальная толщина равна 50 мм, что обеспечивает защиту от стрелкового оружия.

## Передвижение
RakJPz 2 оснащён 8-цилиндрованным дизельным двигателем с водяным охлаждением Daimler-Benz MB 837 с мощностью 500 л.с, который позволял разгоняться до 70 км / ч. Запас хода составляет 400 км, а запас топлива составляет 470 л. Бронемашина не являлась амфибией.

## Смотреть также
- Raketenjagdpanzer 1
- Jaguar 1
- Jaguar 2
- Kanonenjagdpanzer
- SS 11